# Unicela

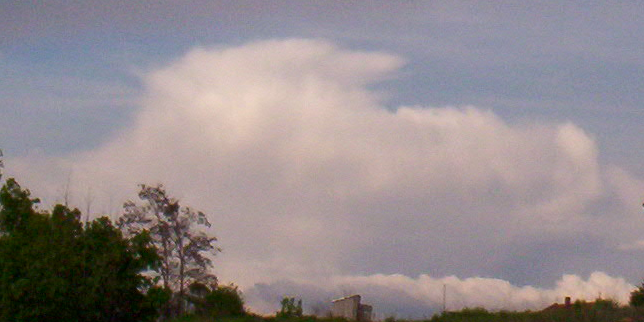
Unicela

Unicela je konvekční bouře tvořená jen jednou bouřkovou buňkou (cumulonimbem). 
Velikost krup nepřesahuje 3 cm, rychlost větru je do 30 m/s a srážkové úhrny do 50 mm/h. Společně s multicelou je to nejběžnější druh konvekční bouře. Má malou rozlohu a poměrně krátkou životnost. 
Výskyt tornáda lze u tohoto typu bouřky téměř vyloučit; když už se tornádo objeví, je jen velmi slabé. Unicela většinou napáchá jen malé a nebo vůbec žádné škody. Ojediněle se vyskytují microbursty, které jsou většinou slabé a mají krátké trvání. Shelf cloud se objevuje ne zcela běžně, ale není zcela vyloučen, rotující wall cloud je vyloučen naprosto, protože unicela nerotuje kolem své vertikální osy jako supercela.

## Vznik
Pro vznik unicely je stejně jako u ostatních druhů konvekčních bouří zapotřebí labilita vzduchové hmoty a vysoká relativní vlhkost vzduchu.

## Stádia vývoje unicely
- Stádium vývoje – bouře existuje v podobě oblaku cumulonimbus calvus, většinou bez výrazných doprovodných jevů.
- Stádium zralosti – v tomto stádiu se bouře nachází, pokud se již objevila kovadlina, tedy existuje jako oblak cumulonimbus capillatus incus.
- Stádium rozpadu – existuje již pouze horní část oblaku, ze které vypadávají silné srážky; z důvodu absence stoupavého proudu se bouře zanedlouho rozpustí.